# 田中英光
田中 英光（たなか ひでみつ、1913年（大正2年）1月10日  - 1949年（昭和24年）11月3日）は、日本の小説家。無頼派として知られる。
「出方名 英光（でかたな ひでみつ）」という筆名もある。名前の英光を「えいこう」と音読みされる場合もある。
息子は小説家の田中光二。

## 略歴

### 生い立ち、ロサンゼルスオリンピックに出場
高知県出身の歴史家岩崎鏡川（英重）の息子として東京府東京市赤坂区榎坂町（現・東京都港区赤坂）に生まれ、岩崎家から母の実家である田中家に入籍、鎌倉市に育つ。神奈川県立湘南中学（現神奈川県立湘南高等学校）、早稲田大学第二高等学院卒業。
早稲田大学政治経済学部在学中の1932年（昭和7年）、ロサンゼルスオリンピックに漕艇選手としてエイト種目に出場した（予選敗退）。
1935年（昭和10年）3月、早稲田大学を卒業。横浜護謨製造株式会社（現・横浜ゴム）に就職。京城出張所勤務となる。

### 太宰治との出会い
就職した年に同人雑誌『非望』（1935年3月 - 6月、第6号で廃刊）の同人となる。『非望』第5号（1935年8月）に起稿した「空吹く風」が太宰治の目に止まる。太宰は京城に住む田中宛てに「君の小説を読んで、泣いた男がある。曾てなきことである」と書いた葉書を投函。以後、田中の師事が始まる。
1937年（昭和12年）2月、小島喜代と結婚。朝鮮神宮で挙式。
1939年（昭和14年）2月頃、中国山西省臨晋の野戦病院に入院していた間に書いた小説「鍋鶴」を太宰宛てに送稿し、発表誌紹介を依頼する。「鍋鶴」は太宰の妻によって清書され『若草』1939年5月号に掲載された。
1940年（昭和15年）3月、臨時本社勤務となり、東京に戻る。3月22、23日頃、三鷹に住む太宰を訪問、初めての対面となった。このとき田中は「われは海の子」と「杏の実」を持参している。太宰は中島孤島訳の「ギリシヤ神話」に拠って「杏の実」を「オリンポスの果実」と改題させ、『文學界』に斡旋する。同誌1940年9月号に『オリンポスの果実』掲載。同年12月、同作品は第7回池谷信三郎賞を受賞する。また高山書院から太宰の序文をつけて出版される。
1944年（昭和19年）、京城から静岡県に引き揚げる。
1947年（昭和22年）、妻子を静岡に残したまま、東京都新宿区にて同棲生活を始める。
1948年（昭和23年）5月、『芸術』に「地下室から」を掲載。同年6月13日、太宰が自殺。大きな衝撃を受けた英光は睡眠薬中毒と化す。
1949年（昭和24年）5月、『知識人』に「野狐」を掲載するも、同月、同棲相手を薬物中毒による妄想のため刺す。
同年11月3日午後5時頃、三鷹市の禅林寺の太宰の墓前で、睡眠薬アドルムを300錠と焼酎1升を飲んだ上で安全カミソリで左手首を切って自殺を図る。知らせを受けて駆け付けた新潮社の編集者野平健一により、同市上連雀の病院に運ばれ、処置を受けたが午後9時40分に死去した。36歳没。
1979年（昭和54年）、出版関係者の遺品の中から未発表作品「闇の世」が発見される。
2023年（令和5年）、戦後間もない時期に友人に宛てたハガキや書簡が発見され、三鷹市美術ギャラリーの太宰治展示室で初公開された。

## 備考
- 横浜ゴムの駐在員として派遣された当時の朝鮮での体験、実兄の影響で入党した共産党での体験、愛人との新宿での生活が文学の背景にある。
- 芳賀書店より田中英光全集（全11巻）が刊行されている[11]。
- 太宰治の『お伽草紙』の「カチカチ山」に出てくる狸は英光がモデルではないかと言われている[12]。

## 作品一覧
- 「魔王」
- 「野狐」
- 「オリンポスの果実」1940年
- 「聖やくざ」
- 『われは海の子』桜井書店 1941年
- 『雲白く草青し』桜井書店 1943年
- 『端艇漕手』今日の問題社 1944年
- 『我が西遊記』桜井書店 1944年
- 『愛の手紙』青葉書房 1946年
- 『オリンポスの果実』鎌倉文庫 1946年 のち新潮文庫 改版1991年
- 『姫むかしよもぎ』赤坂書店 1947年
- 『桑名古庵』講談社 1947年
- 『暗黒天使と小悪魔』文潮社 1948年
- 『嘘と少女』真善美社 1949年
- 『青春の河』思索社 1949年
- 『愛と憎しみの傷に』月曜書房 1949年
- 『地下室から』八雲書店 1949年
- 『酔いどれ船』小山書店 1949年
- 『さようなら 遺作集』月曜書房 1949年
- 『嘘』真善美社 1950年
- 『田中英光選集』全2巻 月曜書房 1950年
- 『田中英光全集』全11巻 芳賀書店 1964年-1965年
- 『師 太宰治』津軽書房 1994年
- 『高知県昭和期小説名作集12　田中英光』高知新聞社 1995年
- 『桜・愛と青春と生活』講談社文芸文庫 1992年
- 『田中英光傑作選　オリンポスの果実／さようなら他』角川文庫 2015年、西村賢太編
- 『空吹く風　暗黒天使と小悪魔　愛と憎しみの傷に 田中英光デカダン作品集』講談社文芸文庫 2017年、道籏泰三編

## 伝記など
- 北村鱒夫『小説田中英光』三一書房 1965年
- 川村湊『「酔いどれ船」の青春 もう1つの戦中・戦後』講談社 1986年
- 田中光二『オリンポスの黄昏』集英社 1992年 のち集英社文庫
- 南雲智『田中英光評伝 無頼と無垢と』論創社 2006年
- 西村賢太『田中英光私研究』全八輯 私家版